# Гуанабара (затока)
Затока Гуанабара (порт. Baía de Guanabara) — океанська затока розташована в південно-східній Бразилії в штаті Ріо-де-Жанейро. На її південно-західному березі знаходиться місто Ріо-де-Жанейро, а на південно-східному березі — місто Нітерой. Крім них, п'ять інших муніципалітетів оточують береги затоки. Затока Гуанабара — друга найбільша за площею затока в Бразилії (412 км², периметр 143 км, приблизно 31 x 28 км).
Назва затоки походить від словосполучення мовою тупі-гуарані guará-nhã-pará, що означає «морська пазуха, подібна до річки». Протока шириною 1,5 км, що з'єднує затоку з морем, оточена горою Піку-ду-Папагайо (Пік Папуг) на півночі та горою Цукрова голова на півдні. В затоці розташовано більш ніж 130 островів, найбільший — Говернадор (42 км²).

## Історія

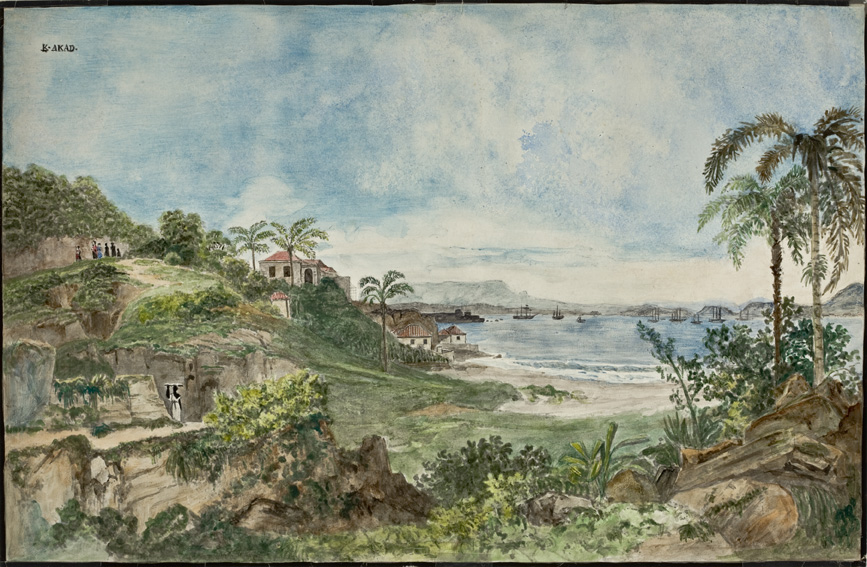
Пейзаж Гуанабари. Томас Ендер

В січні 1502 року португальські мореплавці виявили вхід в затоку Гуанабара, сприйнявши її за гирло невідомої раніше великої річки та назвали її Січневою. Невдовзі на березі затоки заснували поселення, якому дали назву річки, котрої не було.